# حمام میلان

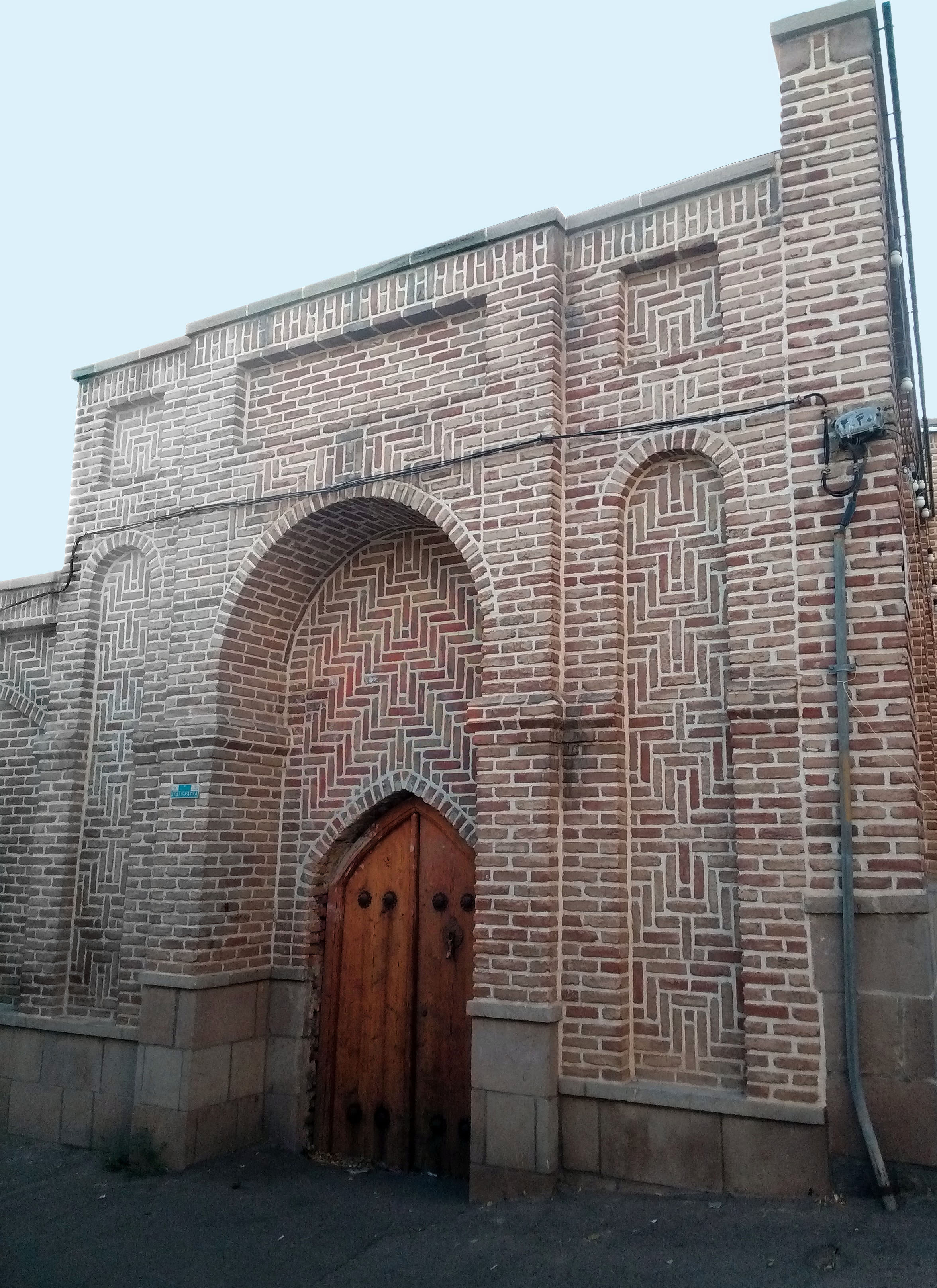
حمام میلان

حمام میلان مربوط به اوائل دوره صفوی است و در شهرستان اسکو، روستای میلان اسکو ، جنب مسجد جامع میلان واقع شده و این اثر در تاریخ ۲ آبان ۱۳۸۲ با شمارهٔ ثبت ۱۰۴۷۵ به‌عنوان یکی از آثار ملی ایران به ثبت رسیده است.